# 内森·黑尔
内森·黑尔（英語：Nathan Hale (statue)，1755年6月6日—1776年9月22日），美国大陆军战士，负责敌方情报收集工作。美国独立战争期间被英军少校罗伯特·罗杰斯诱捕，后以间谍罪绞死。1985年被州政府正式授予“康乃狄克州英雄”称号。

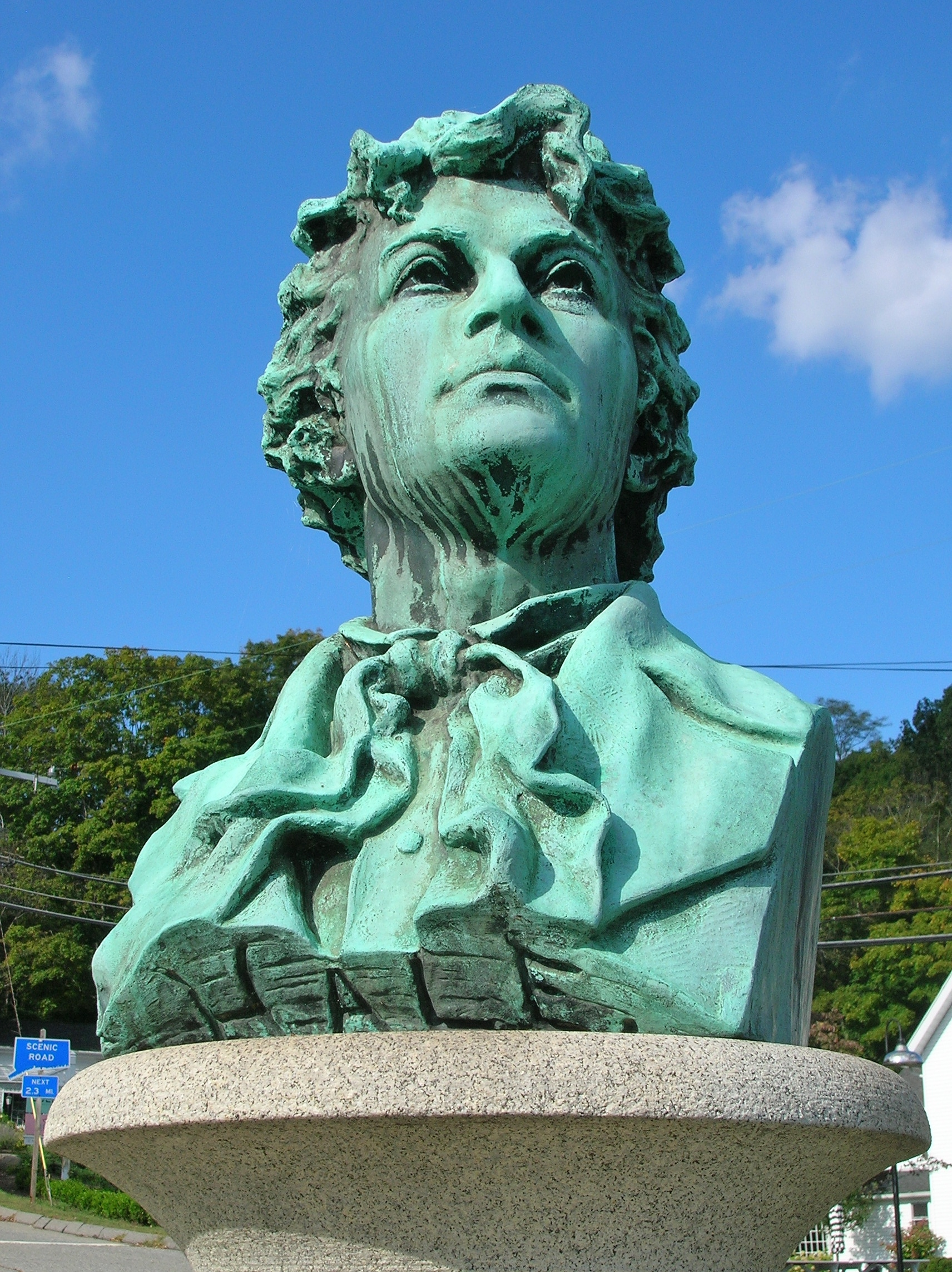
内森·黑爾雕像